# شلنک
شلنک روستایی از توابع بخش آسارا شهرستان کرج در استان البرز ایران است. مردم شلنک  به گویش قصرانی زبان مازندرانی صحبت می کنند.

## جمعیت
این روستا در دهستان آسارا قرار دارد و براساس سرشماری مرکز آمار ایران در سال ۱۳۸۵، جمعیت آن ۱۲۱ نفر (۴۱خانوار) بوده‌است. مردم شلنک  به گویش قصرانی زبان مازندرانی صحبت می کنند.